# سولومون غولدمان
سولومون غولدمان (بالإنجليزية: Solomon Goldman)‏ هو حاخام أمريكي، ولد في 1893، وتوفي في 1953.